# Rudolf Schuster
Rudolf Schuster (nascut el 4 de gener de 1934) és un polític i escriptor eslovac i el segon president d'Eslovàquia entre 1999 i 2004.
Entre 1964 i 1990, Schuster va ser membre del Partit Comunista d'Eslovàquia. En aquest període va ser alcalde de Košhissi, entre els anys 1983 i 1986, i novament, després de la caiguda del comunisme entre els anys 1994 i 1999. Schuster va ser l'últim president comunista del Consell Nacional Eslovac (1989-1990), i va ser ambaixador de Txecoslovàquia al Canadà entre 1990 i 1992. En 1999 va ser nomenat ciutadà honorari de Miskolc, en reconeixement de la bona cooperació amb la ciutat de Košhissi durant la seva administració.
Schuster va fundar el Partit de l'Enteniment Civil (SOP – Strana občianskeho porozumenia) de centre-esquerra en 1998. Va ser elegit president d'Eslovàquia el 29 de maig de 1999 i va ser inaugurat el 15 de juny. Va buscar la seva reelecció en les eleccions de 2004 com a independent, però solament va rebre 7.4% dels vots i acabant en quart lloc. Ivan Gašparovič va ser el seu successor.